# Novaković vára
Novaković vára egy középkori várrom Horvátországban, a Lika-Zengg megyei Lovinachoz tartozó Gornja Ploča határában.

## Fekvése
A Gospićtól délkeletre, a Likai karsztmező délkeleti részén, a Likai-középhegység lábánál fekvő, Lovinachoz tartozó Gornja Ploča falu Štulići nevű településrésze feletti 650 méteres magaslaton találhatók a romjai. A romokat a nép Štulića kulának, azaz Štulić tornyának nevezi.

## Története
A vár Mercator térképén található „Nouazolic” néven Zebától délkeletre és Medaktól keletre azoknak a domboknak az aljában, amelyek a Lika és Korbava közötti határt alkotják. A vár ábrázolt helye megfelel Štulić-tornya jelenlegi helyének, így vele azonosítható ez a vár. A várak között, amelyek 1509-ben az Ivan Karlović által megszerzett Likában találhatók Novakit is említik. Az erődítmények listáján, amelyeket 1527-ben megszállt török két Nováki nevű várat is megemlítenek.

## A vár mai állapota
A vár egy sziklán elhelyezkedő kerek toronyból és egy azt körülvevő falból állt, amely egy kis fennsíkot határol. A toronyhoz a fal érintőlegesen kapcsolódik a szikla legszélén. A torony belső átmérője 4 m, falvastagsága 130 cm. A torony mintegy 10 m magasságban maradt fenn, bejárata az északi oldalról nyílt. Nyugati oldalán egy 60 x 100 cm méretű ablak, míg keleti oldalán egy keskeny lőrés maradt meg. A bejárat felett egy másik ablak is található. A torony valószínűleg háromszintes volt, ezt jelzi a fal meghosszabbítása a jelenlegi padlószinttől 150 cm magasságban és a gerendák vájatai a belső tér jelenlegi padlószintjétől 350 cm magasságban.
A tornyot körülvevő fal három szakaszban őrződött meg. Leghosszabb szakasza 7,3 m hosszú és 280 cm magas. A falon három puskalőrés is fennmaradt, két négyzet alakú és egy kör alakú, amelyek a jelenlegi járószint felett helyezkednek el. A másik két falszakasz sokkal alacsonybb és körülbelül 4 méter hosszúságban maradt meg. A vár legvalószínűbb bejárata a fennsík délnyugati sarkában volt, ahol a lejtő a legszelídebb, de maradványai nem maradtak fenn.